# Comunidad de Electores de los Dañados por la Aviación
La Comunidad de Electores de los Dañados por la Aviación (en alemán: Wählergemeinschaft der Fliegergeschädigten, WdF) fue una comunidad de electores activa en Bremen y existente entre 1950 y 1955. Se trataba de una organización que representaba los intereses particulares de los alemanes expulsados.
En las elecciones estatales de Bremen de 1951 la WdF obtuvo un 4,3% de los votos y cuatro escaños en el Bürgerschaft de Bremen. El portavoz de su grupo parlamentario fue Wilhelm Pohlmann hasta su muerte en mayo de 1954, siendo sucedido por Friedrich Hohrmann. Desde mayo de 1955, la WdF conformó un grupo parlamentario conjunto con el Bloque Pangermánico/Liga de los Expulsados y Privados de derechos. 
La ubicación política de la WdF en el espectro político es inconsistente. Aunque clasificados por algunos cientistas políticos como una organización política de derecha, otros lo ven como un "partido clientelista de centro".
La organización no participó en las elecciones estatales de 1955 y se disolvió ese mismo año.